# 学校法人城西川越学園
学校法人城西川越学園（がっこうほうじんじょうさいかわごえがくえん）は、埼玉県川越市山田東町1042番地にある学校法人。高等学校1校、中学校1校を設置・運営している。高等学校は城西大学付属ではあるが、学校法人城西川越学園という別法人で、実質上系属校である。

## 沿革
- 1971年（昭和46年）12月 - 城西大学付属川越高等学校 設立認可。
- 1972年（昭和47年）4月 - 城西大学付属川越高等学校 開校。
- 1992年（平成4年）4月 - 城西川越中学校 開校。

## 設置校
- 高等学校
  - 城西大学付属川越高等学校（城西大学系属校）
- 中学校
  - 城西川越中学校